# Torgny Nevéus
Ernst Torgny Nevéus, född den 22 september 1929 i Uppsala, död där den 7 maj 2020, var en svensk historiker. 
Nevéus avlade studentexamen i Uppsala 1948, filosofie kandidatexamen vid Uppsala universitet 1953, filosofisk ämbetsexamen där 1955 och filosofie licentiatexamen 1960. Han promoverades till filosofie doktor vid Uppsala universitet 1965 och blev docent i historia där samma år. Nevéus blev extra universitetslektor 1965, utbildningsledare 1970 och senare akademiintendent. Bland hans utgivna skrifter märks Majestät i närbild. Oscar II i brev och dagböcker (tillsammans med Stig Hadenius, 1960) och Ett betryggande försvar (doktorsavhandling 1965). Nevéus blev hedersledamot vid Uplands nation 1975.
Torgny Nevéus var från 1963 till hennes död 2017 gift med Clara Bager. Makarna vilar på Uppsala gamla kyrkogård.